# Sowjetische Partisanen
Die sowjetischen Partisanen waren Mitglieder der Widerstandsbewegung gegen Faschismus und Nationalsozialismus, die im Krieg von 1941 bis 1944 gegen die deutschen Besatzer der Sowjetunion kämpften. Häufig wurde die Widerstandsbewegung von der sowjetischen Regierung und Armeeführung organisiert und unterstützt.
Durch das immer brutaler werdende Vorgehen der Deutschen in der Partisanenbekämpfung, verbunden mit dem Auslöschen ganzer Dörfer, stieg die Anzahl der Partisanen aus der Zivilbevölkerung sprunghaft an. 1943 operierten auf dem Gebiet der Sowjetunion ca. 250.000 Partisanen; sie beherrschten in einigen rückwärtigen Gebieten befreite Territorien. Ihre Aktionen behinderten die wirtschaftliche Ausbeutung der besetzten Gebiete und banden nicht nur deutsche Truppen mit ihren Verbündeten, sondern schränkten auch die deutsche Kriegsführung ein.

## Anfang der Widerstandsbewegung
Bereits Karl Marx und Friedrich Engels beschäftigten sich in ihren Schriften intensiv mit dem Partisanenkrieg, so u. a. mit den Guerillakämpfen im Amerikanischen Bürgerkrieg, im Spanischen Unabhängigkeitskrieg oder dem Kampf der Francs-tireurs. 1906 veröffentlichte Lenin einen Artikel über den Partisanenkrieg. Dieser wurde in allen fünf russischen Ausgaben seiner „Gesammelten Werke“ nachgedruckt und gilt als eine der bedeutendsten „taktischen“ Schriften Lenins und stellt die Originalschrift der kommunistischen operativen Doktrin dar. Darin forderte Lenin, dass die Partisanenkriegsführung mit dem Sozialismus „veredelt“ werden müsse, damit das klassenbewusste Proletariat nicht auf das Niveau von Trunkenbolden und Landstreichern herabgedrückt werde. 1941 bekamen die Partisanenführer einige Exemplare von Lenins Schrift ausgehändigt. Die Partisanenkriegsführung war tief in den marxistischen Anschauungen über die militärischen Grundsätze verankert. Wobei Michail Wassiljewitsch Frunse den Partisanen gegenüber den regulären Truppen einen größeren und Michail Nikolajewitsch Tuchatschewski einen geringeren Stellenwert zuwies. Die sowjetischen Kommandeure hatten sich bei Beginn des Bürgerkrieges selbst als Partisanen betrachtet und dieser Geist war noch virulent. Bereits 1933 erschien die „Vorschrift für den Partisanenkrieg“ als Dienstbuch für die Rote Armee. Nach eigenen Angaben wurde aber die Vorbereitung auf den Partisanenkrieg vernachlässigt, da „unter dem Einfluß Stalins die These entstanden [war], daß ein künftiger Krieg mit geringen Opfern und auf fremden Territorium geführt werde.“ Laut Dieter Pohl war die sowjetische Partisanenbewegung zum erheblichen Teil stark „stalinistisch“ geprägt, da sie größtenteils vom NKWD aufgestellt und geführt wurde.
Zu Beginn des Überfalls auf die Sowjetunion bestand eine durchaus starke Diskrepanz zwischen den politischen Absichten Hitlers bzw. Stalins und dem Verhalten ihrer Soldaten, vor allem aber dem der sowjetischen Zivilbevölkerung. Entgegen den Erwartungen und Ankündigungen der NS-Propaganda stießen die vorrückenden deutschen Truppen in der Sowjetunion meist nicht auf Widerstand aus der Zivilbevölkerung, sondern stellten fest, dass sich diese, sofern sie die Deutschen nicht sogar freundlich begrüßte, zumeist neutral oder wenigstens indifferent verhielt. Laut John Lukacs lag der Beweggrund die deutschen Soldaten willkommen zu heißen, meistens in der Überzeugung die Deutschen seien die Sieger, die neuen Herren. Anders verhielt es sich mit den vielen Soldaten der Roten Armee, die im Zuge des deutschen Einmarsch ab 22. Juni 1941 hinter der Frontlinie zurückgeblieben, eingeschlossen oder versprengt worden waren. In dieser Kriegsphase von der einheimischen Bevölkerung meist kaum unterstützt, bildeten sich aus ihnen schon bald Gruppen, die begannen, den deutschen Okkupanten Widerstand zu leisten. Dabei handelte es sich jedoch zunächst kaum um mehr als um bloße „Überlebensgruppen“, und auch ihr „Widerstand“ war meist nur vom verzweifelten Willen bestimmt, irgendwie zu überleben. Militärisch stellten diese Gruppen noch keine ernsthafte Gefahr für die Deutschen dar. Eine andere Quelle für den Partisanenkampf waren die Vernichtungsbataillone. Dies waren paramilitärische Verbände zur Vernichtung feindlicher Saboteure und Fallschirm-Agenten im Hinterland, die bei einem Rückzug der Roten Armee vor der Wehrmacht verbrannte Erde hinterlassen sollten.
Am 29. Juni 1941 erließen die sowjetische Regierung und das ZK der KPdSU eine Direktive, in den grenznahen Gebieten Partisanengruppen zu bilden. In der Folgezeit wurden auch vermehrt kleine Trupps aus Angehörigen des NKWD in deutsch besetzte Gebiete eingeschleust, mit dem Ziel, Partisanen zu rekrutieren und Anschläge und Sabotageakte auf deutsche Einrichtungen und Personen auszuführen. Der sowjetische Rundfunk strahlte jeden Morgen und Abend, jeweils 10 Minuten lang einen „Partisanenlehrgang“ aus. Am 3. Juli 1941 sagte Stalin in einer Rundfunkrede:

„In den vom Feind okkupierten Gebieten müssen Partisanenabteilungen zu Pferd und zu Fuß gebildet und Diversionsgruppen geschaffen werden zum Kampf gegen die Truppenteile der feindlichen Armee, zur Entfachung des Partisanenkrieges überall und allerorts, zur Sprengung von Brücken und Straßen, zur Zerstörung der Telefon- und Telegrafenverbindungen, zur Niederbrennung der Wälder, der Versorgungslager und der Trains. In den okkupierten Gebieten müssen für den Feind und alle seine Helfershelfer unerträgliche Verhältnisse geschaffen werden, sie müssen auf Schritt und Tritt verfolgt und vernichtet, und alle ihre Maßnahmen müssen vereitelt werden. Den Krieg gegen das faschistische Deutschland darf man nicht als gewöhnlichen Krieg betrachten. Es ist nicht ein Krieg zwischen zwei Armeen.“

Ab Juli 1941 wurden Diversanten mit dem Fallschirm im Hinterland abgesetzt und bildeten den Kern der späteren Partisanengruppen. Ausgestattet mit Sendegeräten, Sprengstoff und Handfeuerwaffen verursachten sie laut Klaus Jochen Arnold verstärkt durch Warnungen vor Fallschirmjägern im Vorfeld des Krieges unter den deutschen Truppen eine regelrechte „Fallschirmjäger-Psychose“. Die Panzergruppe 4 meldete Ende Juli 1941 erstmals planmäßige Partisanentätigkeit, u.a in Form von 20 Fällen von Kabelsabotage in einer Nacht, Überfällen und Brückensprengungen. Im Juli 1941 mussten bereits über die Sicherungsverbände und die Verbündeten hinaus 6 Divisionen gegen die sowjetischen Partisanen eingesetzt werden, diese banden somit taktisch wirksam Kräfte, die an der Front und im Ersatz fehlten. Der General Gotthard Heinrici schrieb am 22. Juli 1941:

„Das Kennzeichen des Krieges sind die überall in den Wäldern auftretenden russischen Banden. Sie überfallen jeden einzelnen. Nur an die größere Truppe trauen sie sich nicht heran.“

Das Politbüro des ZK der KPdSU fasste am 18. Juli einen Beschluss „Über die Organisierung des Kampfes im Hinterland der deutschen Truppen“. Diesen Bestrebungen spielte auch die deutsche Führung in die Hände, die bereits in der nach Mitte Juli 1941 an ihre Truppen ausgegebenen Weisung Nr. 33a darauf hingewiesen hatte, dass die Sicherung des eroberten sowjetischen Gebiets nur unter Anwendung „drakonischer Mittel“ gewährleistet werden könne. Die Militärs beriefen sich dabei auf den „Führer“, der diese Maßnahmen ausdrücklich billigte und am 16. Juli erklärt hatte, dass der Partisanenkrieg auch Vorteile habe, da er „uns die Möglichkeit [gibt] auszurotten, was sich gegen uns stellt“.

## Weitere Entwicklung
Im Laufe der zweiten Jahreshälfte 1941 schwoll die Zahl der Partisanen stark an. Ende 1941 bestanden über 2.000 Partisanengruppen mit einer Stärke von rund 90.000 Mann. Das Wehrwirtschafts- und Rüstungsamt hielt am 29. Dezember 1941 fest, dass der Nachschub „stark durch Partisanen gestört“ ist und „ganze Rayons völlig von Partisanen beherrscht“ werden. Der Oberquartiermeister der 4. Armee Ihno Krumpelt berichtet das während der Schlacht um Moskau die „Streckensprengungen“ der Partisanen „in bedenklichem Umfange“ zunahmen. Ab September 1941 wurden hinter der Front Partisanenschulen eingerichtet. Im Winter 1941/42 sprachen die Deutschen bereits von „Partisanengebieten“ wo die deutsche Herrschaft erheblich behindert war. Mitte April 1942 stellte der Befehlshaber des Rückwärtigen Heeresgebietes Mitte fest, dass die Kampfkraft der Partisanenabteilungen mit der von regulären Truppenteilen vergleichbar wäre. Bewaffnung und Organisationsgrad der Partisanen wurden ständig weiter ausgebaut. Im Mai 1942 waren ein Zentraler Stab der sowjetischen Partisanenbewegung und entsprechende Stäbe bei den sowjetischen Armeen und an den Fronten gebildet worden. Die Partisanen verfügten über Funkverbindungen und wurden mit Flugzeugen versorgt. Fast alle Kommandeure der Partisanen waren Mitglied der Kommunistischen Partei. Im Sommer 1942 erschien ein „Partisanen-Führer“ ein 430-seitiges Handbuch für Partisanen.
Am 18. August 1942 erließ Hitler die „Weisung Nr. 46“ mit dem Titel „Richtlinien für die verstärkte Bekämpfung des Bandenunwesens im Osten“, sie begann mit den Worten:

„Das Bandenunwesen im Osten hat in den letzten Monaten einen nicht mehr erträglichen Umfang angenommen und droht zu einer ernsten Gefahr für die Versorgung der Front und die wirtschaftliche Ausnützung des Landes zu werden. Bis zum Beginn des Winters müssen diese Banden im wesentlichen ausgerottet und damit der Osten hinter der Front befriedet werden, um entscheidende Nachteile für die Kampfführung der Wehrmacht im Winter zu vermeiden.“

1943 war ihre Zahl auf 250.000 gestiegen, und sie beherrschten in einigen rückwärtigen Gebieten das Territorium. Sie behinderten die wirtschaftliche Ausbeutung der besetzten Gebiete und banden nicht nur deutsche Truppen, sondern schränkten auch die deutsche Kriegsführung ein. Eine Analyse zum Partisanenkrieg der 2. Panzerarmee vom Juli 1942 stellte fest, dass die Partisanen „bis zur Selbstvernichtung“ kämpfen und sprach von einem „bewaffneten Volksaufstand“.
Zum Schutz der Bahnlinien wurden zu beiden Seiten ein etwa 300 Meter Waldstreifen gefällt und alle 400 bis 600 Meter standen Blockhäuser mit Holz- und Erdwällen sowie Stacheldraht umsäumt und mit Schießscharten für Maschinengewehre versehen. Die Stationsgebäude waren kleine Festungen und das gesamte deutsche Eisenbahnpersonal war bewaffnet. 1943/44 war dies das typische Bild im ganzen Hinterland. Die Abholzung hatte Heinrich Himmler 9. Juli 1942 vorgeschlagen und am 15. Juli 1942 erfolgte ein Erlass des Reichsministeriums für die besetzten Ostgebiete dazu. Der französische Botschafter de Brinon führte am 6. Juli 1943 vor Pressevertretern aus:

„Sobald man nach Rußland kommt, drängt sich einem als wesentliche Tatsache auf, dass sich dort zwei Kriege abspielen, einer an der eigentlichen Front und einer im Hinterland. Tatsächlich sind nicht alle Dörfer und sogar alle Städte nicht  besetzt, sondern nur die wichtigen Bahn- und Straßenknotenpunkte und ihre Vororte werden durch ein gut ausgebautes Verteidigungssystem gegen die Tätigkeit der Partisanen geschützt.“

In der Nacht vom 2. auf den 3. August 1943 erfolgte mit der Operation Schienenkrieg ein Schlag gegen das feindliche Schienennetz, mit dem Masseneinsatz von kleinen Sprengladungen. Vom 19. September bis zum 1. November 1943 erfolgte die größere „Operation Konzert“ und im Juni 1944 eine noch größere solche Aktion zur Unterstützung der Operation Bagration.
1943 bis 1944 gelang der erstarkten Partisanenbewegung die Befreiung ganzer Gebiete. Die Deutschen, 1943/1944 auf dem Rückzug, hatten keine Möglichkeiten, gegen die immer größere Zahl von Anschlägen und Angriffen der Partisanen vorzugehen. Der General Gotthard Heinrici schrieb im Oktober 1943:

„Man kann heutzutage nicht mehr abends aus Rußland nach dem Reich sprechen, denn gewöhnlich sind ab 20:00 sämtliche Leitungen nach dem Reich durch Sprengung oder Sabotage gestört, um erst am Vormittag wieder in Gang zu kommen. Hinter unserm Rücken ist nicht mehr Partisanen-Tätigkeit, sondern im wesentlichen das ganze Land im Aufruhr. Einigermaßen Friede herrscht nur im Bereich der Front, weil dort zu viele Soldaten sind.“

Die Zusammenarbeit der Roten Armee mit den Partisanen verbesserte sich ab 1944. Die Partisanen führten nun verstärkt den „Schienenkrieg“, in dem sie Verbindungs- und Nachschublinien der deutschen Truppen angriffen und somit deren Operationen an der Front sabotierten. Bei den Kämpfen an der Wolchow-Front vor Leningrad und Nowgorod zerstörten sie an 60.000 Stellen die Schienen, sprengten 200 Brücken und brachten 133 Militärzüge zum Entgleisen.
Das Kriegstagebuch des Oberkommandos der Wehrmacht hielt dazu am 3. Oktober 1943 fest:

„Bericht über die Bandenlage im Osten von Juli bis September 1943. Die Reihensprengungen an Bahnstrecken haben erstmalig zu schwerwiegenden unmittelbaren operativen Nachteilen geführt (vgl. 6. 8./1 f.). An einigen Stellen beginnt die Bandentätigkeit in einen Volksaufstand überzugehen.“

Partisanenverbände, teilweise in Regimentsstärke, unternahmen Streifzüge im Hinterland der Ostfront und überschritten in einigen Fällen die sowjetischen Grenzen.
Die besondere Taktik der Partisanen, der Kleinkrieg ohne feste Front, Überraschungsangriffe und sofortiger Rückzug ins unwegsame Gelände, ließ sie aus diesem Kampf meist als Sieger hervorgehen, so dass teilweise sogar geschlossene Gebiete durch die Aufständischen befreit werden konnten. Unter den Besatzungssoldaten verbreitete sich ein Gefühl eigener Machtlosigkeit und Verlorenheit.
Wegen der lautlosen Partisanen-Einsätze mussten deutsche Panzereinheiten ihre Panzer nachts bewachen. In manchen Einheiten musste fast der gesamte Mannschaftsbestand dafür eingesetzt werden.
Für Meldegänge wurden weibliche Partisanenangehörige bevorzugt, die als Zivilisten getarnt oft große Strecken über das Land zogen, notfalls sogar durch die Frontlinie.

## Zusammenarbeit mit der Roten Armee
Von besonderer Bedeutung für die Rote Armee waren nicht nur Sabotagekriegführung und bewaffnete Gefechte, sondern auch die Feindaufklärung. Partisanen übermittelten Nachrichten über deutsche Truppenverschiebungen, über Stellungen, Flugzeuge, Depots und Verkehrsknotenpunkte. Als Kundschafter wurden oft Kinder eingesetzt, die nicht selten auch Sprengaufträge ausführten. Die Partisanentätigkeit wurde zunehmend mit Offensiven der Roten Armee synchronisiert. Nach Herbert Golz konnten die Partisanen als die „Angriffsspitzen der Roten Armee“ bezeichnet werden. Sehr wirkungsvoll war auch die Hilfe der Partisanen bei der Überwindung von natürlichen Hindernissen für die Rote Armee. So war es in großem Maße den Partisanen zu verdanken, dass die Rote Armee in der Schlacht am Dnepr den Fluss durch vorbereitete Übergänge schnell überwinden konnte.

## Luftversorgung
Die Luftverbindung und Luftversorgung der Partisanen erreichte eine beträchtliche Wirksamkeit. Allein durch die Langstreckenbomber der Fernfliegerkräfte wurden 7.000 Einsätze geflogen (inklusive der Unterstützung der Volksbefreiungsarmee unter Josip Broz Tito und des Slowakischen Nationalaufstands). Die Partisanen wurden mit Waffen, Funkgeräten, Zeitungen, politischer Literatur und Medikamenten versorgt. NKWD- und Stabsoffiziere überbrachten Befehle, Agenten wurden abgesetzt, Partisanenführer nach Moskau geflogen und Verwundete evakuiert. Viele Partisanenverbände verfügten über eine Bodenorganisation mit Funkpeilanlagen, Lichtsignalpistolen und Notbeleuchtungsanlagen an Landeplätzen. Über die Luftversorgung konnten die Partisanengruppen von Moskau aus kontrolliert werden.
Zwischen Mai und November 1943 erhielten die Partisanen im Raum Leningrad 4.335 Gewehre, 3.004 Maschinengewehre, 2.482.232 Schuss Munition, 151 Tonnen Nahrungsmittel und 176 kg Medikamente. Dieses Material wurde durch 1.559 Einflüge transportiert, von denen 367 hinter der Front landeten. Im selben Zeitraum wurden 699 verwundete Partisanen ausgeflogen.
Umgekehrt nahmen Transportflugzeuge von Partisanengruppen, die ihre Versorgung so gut organisierten hatten, dass sie Überschüsse erzielten, Lebensmittel nach Moskau mit.

## Deutsche Besatzungspolitik
Die deutsche Führung beabsichtigte, das russische Volk zu unterwerfen bzw. zu vernichten. Der Generalplan Ost sah die Zerteilung des russischen Gebiets und seine wirtschaftliche Ausbeutung vor. Zu Beginn des Krieges begrüßten viele Menschen in den sowjetischen Westgebieten den Einmarsch der Wehrmacht als Befreiung vom Stalinismus. Dies ist damit zu erklären, dass diese Gebiete erst seit wenigen Jahren zur Sowjetunion gehörten. Zudem ist es schwer abzuschätzen inwieweit die Freude über das Hereinbrechen einer fremden Armee der man schutzlos ausgeliefert war, echt war, oder sich dahinter Berechnung verbarg.
Wie auch in anderen von der Wehrmacht besetzten Staaten, wurden Schulen und Universitäten geschlossen. Die Besatzer setzten die nationalsozialistische Ideologie von „Herren-“ und „Untermenschen“ durch, indem sie der Bevölkerung der annektierten Länder, unter anderem, den Zugang zur Bildung verwehrten.
Hunderttausende wurden zur Zwangsarbeit nach Deutschland verschleppt. Millionen sowjetischer Kriegsgefangener verhungerten in deutschen Gefangenenlagern.

## Partisanenbekämpfung
Zur Bekämpfung der Partisanenbewegung gründeten die Deutschen spezielle Bandenbekämpfungstruppen, darunter die Kampfgruppe von Gottberg unter dem SS-Führer Curt von Gottberg, die in mehrwöchigen „Bandenbekämpfungsunternehmen“ mit schwersten Waffen ganze Gebiete ausmordeten.
1943 wurden vom OKH Bandenbekämpfungsschulen eingerichtet.
Auch das reguläre Heer beteiligte sich. Ab 1942 wurde der Partisanenbekämpfung operative Bedeutung beigemessen, zur „Führungsangelegenheit“ erklärt und die Koordinierung aller Maßnahmen im Operationsgebiet den Ia-Abteilungen übertragen. Sie wurde im April 1943 durch einen Befehl Hitlers noch weiter zur normalen Frontkampfhandlung aufgewertet. Im Unternehmen Zigeunerbaron wurde ein ganzes Panzerkorps gegen Partisanen eingesetzt.

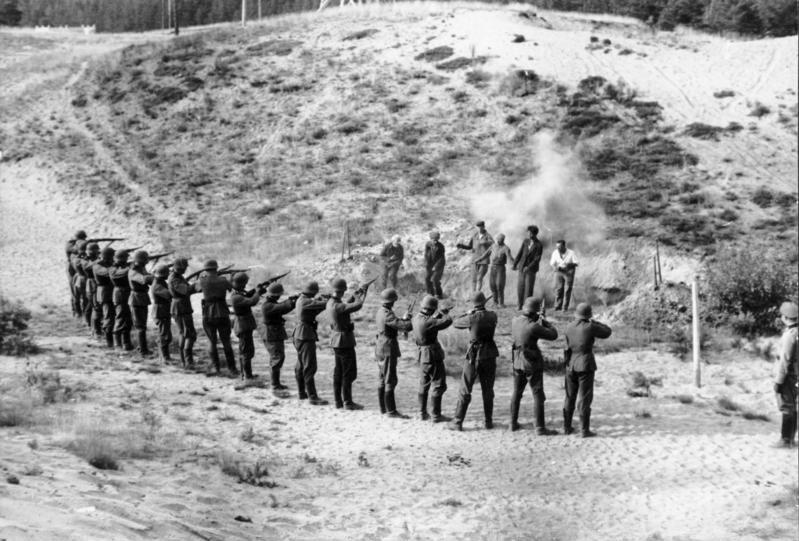
Erschießung von Partisanen (September 1941)

 Die deutsche Führung betrachtete die Partisanen als „Banditen“, die im Fall einer Gefangennahme kein Recht auf Schutz oder Fürsorge hatten, sie wurden meist getötet. Am 16. Oktober 1942 befahl Hermann Göring auf den von der Luftwaffe zu sichernden Bahnabschnitten, dass jeder „Russe“, der sich einem Bahnabschnitt bis auf weniger als 1000 Meter nähert und der nicht im Dienst der deutschen Wehrmacht steht, zu erschießen sei, und jeder, der bei Sabotage der Bahn angetroffen wird, an einem Telegrafenmast an der Bahnlinie aufzuhängen ist. Außerdem sollen nach jedem Anschlag, auch erfolglosen, die in der Nähe liegenden Ortschaften niedergebrannt werden, die männliche Bevölkerung erschossen, die übrige Bevölkerung in Lager überführt werden, so fern die Bevölkerung nicht an der Ergreifung der Täter mitarbeitet. Ein „Merkblatt über Truppeneinsatz gegen Partisanen“ der 11. Armee vom 15. Dezember 1941 legte fest, dass im Kampf gefangene Partisanen nach Verhör „zu erschießen (ehem. Rotarmisten) oder aufzuhängen (Nichtsoldaten)“ seien, und aufgegriffene Partisanen „stets zu erhängen“ seien. Nur Überläufer, die bereit waren, gegen die Partisanen zu kämpfen, durften als Gefangene behandelt werden. Im November 1941 schrieb der General Gotthard Heinrici an seine Familie, dass die Partisanen „fest untereinander verschworen [sind]. Sie lassen sich erschießen, ohne ihre Kameraden zu verraten.“ Und in seinem Tagebuch vermerkte er: „Die Standhaftigkeit der Partisanen beeindruckt alle. Niemand verrät etwas, alle schweigen und empfangen den Tod.“
Eine andere Strategie war, diese „Drecksarbeit“ den Streitkräften der „Verbündeten“ zu überlassen, wie zum Beispiel der berüchtigten Brigade von Bronislaw Wladislawowitsch Kaminski, dem ein eigenes „Herrschaftsgebiet“ um Lepel überlassen wurde, das dieser bis zum Juni 1944 weitgehend frei von Partisanen hielt, indem er Dörfer, die auch nur im Verdacht standen, Partisanen Unterkunft zu gewähren, zerstören und oft die gesamte Bevölkerung ermorden ließ. Kaminskis Methoden der Partisanenbekämpfung übertrafen zwar jene der SS und Wehrmacht hinsichtlich ihrer Brutalität nicht grundsätzlich, jedoch kam bei Kaminskis Truppe noch Vergewaltigung, Folter und schamlose Bereicherung auf Kosten der weißrussischen Zivilbevölkerung hinzu. Insgesamt wurden in Weißrussland 5.295 Ortschaften zerstört und ein Teil ihrer Bewohner getötet. In 628 Ortschaften wurden alle Bewohner umgebracht. Neben der Brigade Kaminskis bestanden die Weißruthenische Heimwehr und die Weißrussische Hilfspolizei, welche im Kampf gegen die Partisanen eingesetzt wurden. Im Frühjahr 1943 häuften sich Meldungen, dass ganze Kosakeneinheiten und Schutzmannschaften, teils nach Tötung ihres deutschen Rahmenpersonals, zu den Partisanen überliefen. Dies zwang die deutsche Seite in der zweiten Jahreshälfte 1943, die russischen Truppenverbände vom Ostkriegsschauplatz abzuziehen und in anderen europäischen Kriegsgebieten einzusetzen.
Aus antisowjetisch eingestellten ehemaligen Rotarmisten formte die SS auf Weisung Himmlers Ende 1944 die Russische Befreiungsarmee unter der Führung von Wlassow. Diese sollte vor allem zum „Bandenkampf“ eingesetzt werden.

## Gebiete, in denen Partisanen tätig waren

### Weißrussland
Die Weißrussische Sozialistische Sowjetrepublik wurde bereits im Sommer 1941 vollständig erobert, zu einem Zeitpunkt als die Wehrmacht nur langsam in der Ukraine vorankam, da die Rote Armee heftigen Widerstand leistete.
Die Weißrussen waren vom schnellen Vormarsch der deutschen Truppen überrascht. Zahlreiche Städte des Landes wurden bereits am 22. Juni bombardiert und viele Menschen getötet. Vielfach wurden weißrussische Flüchtlinge aus den eroberten Gebieten wieder eingeholt und mussten in ihre teilweise zerstörten Dörfer und Städte zurückkehren. Nur etwa 20 Prozent der Weißrussen, ca. 1,8 Millionen, gelang im Sommer 1941 die Flucht nach Osten. Viele flohen zusammen mit der Roten Armee.
Mehr als 25 Prozent der Bevölkerung, Weißrussen, Polen und Juden, kam in den drei Jahren deutscher Besatzung ums Leben, Hunderttausende wurden zur Zwangsarbeit nach Deutschland verschleppt und die jüdische Gemeinde Weißrusslands wurde fast vollständig ausgelöscht.
In der Folge stieg auch die Zahl derer, die sich Partisaneneinheiten anschlossen. Ende 1941 gab es beispielsweise in Minsk mehr als 50 verschiedene Partisanengruppen mit mehr als 2.000 Kämpfern.
In den westlichen Gebieten Weißrusslands waren die Partisanen unpopulär, und viele Partisanen wurden sogar von der örtlichen Bevölkerung an die Besatzer verraten.
1943 soll es sowjetischen Quellen zufolge in Weißrussland allein 375.000 Partisanen gegeben haben, davon seien 65 Prozent Weißrussen gewesen. Die weiteren 35 Prozent setzten sich aus 45 verschiedene Ethnien, wie 4.000 Polen, 400 Tschechen und Slowaken, 300 Jugoslawen und weitere, zusammen.
Das Unternehmen Bamberg bildete den Beginn einer Kette von Raub-, Mord- und Verschleppungsfeldzügen gegen die Bevölkerung Weißrusslands.
Nach einer Aktennotiz des Befehlshabers des Rückwärtigen Heeresgebietes der Heeresgruppe Mitte Max von Schenckendorff vom 6. September 1942 sank durch die Partisanen die Transportleistung der Bahn unter 50 % und die direkte Versorgung der Armee auf zwei Drittel. So fuhren zwischen dem 24. August und dem 17. September 1942 statt der geplanten 672 Züge nur 343, wobei selbst Munitionszüge mit höchster Priorität ausfielen. Laut deutschen Akten vom Oktober 1942 vernichteten die weißrussischen Partisanen jeden Monat ebenso viele Lokomotiven, wie Deutschland und die besetzten Gebiete produzieren konnten.
Der Oberbefehlshaber der Heeresgruppe Mitte Günther von Kluge schrieb am 24. Februar 1942 an den Generalstabschef Franz Halder:

„Die ständige Verstärkung der Feindgruppen hinter der Heeresgruppenfront und das damit in Zusammenhang stehende Anwachsen der Partisanenbewegung im gesamten rückwärtigen Gebiet nehmen einen derart bedrohlichen Umfang an, daß ich mit großem Ernst auf diese Gefahr hinweisen muß.“

jetzt träten immer stärker geschlossene Partisanenverbände auf

„die unter tatkräftiger Führung russischer Offiziere, gut organisiert und mit Waffen ausgestattet, bestimmte Gebiete unter ihre Oberhoheit zu bringen versuchen und aus diesen Gebieten heraus Kampfaufträge auch größeren Ausmaßes durchführen“

### Ukraine

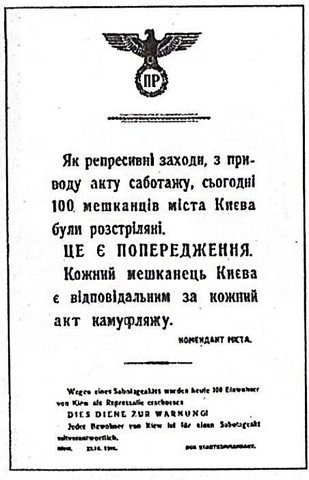
Öffentliche Bekanntmachung in Kiew über die Erschießung von 100 Geiseln als Repressalie

Während in Russland und Weißrussland die undurchdringlichen Wälder und Sümpfe den Partisanenkampf begünstigten, bestand der Süden meist aus kahler Steppe, wo jede Bewegung kilometerweit sichtbaren Staub aufwirbelte und Tarnung weitgehend unmöglich war, außer in Balkas und Ortschaften.
Im Sommer 1941 flohen etwa 5,8 Millionen Ukrainer, Russen und Juden aus dem Land, oder wurden evakuiert. Besonders litt die jüdische Bevölkerung der Ukraine, die 800.000 Opfern zu beklagen hatte.
In der Folgezeit bildeten sich kommunistische, ukrainisch-nationalistische sowie anarchistische Partisanengruppen, die gegen die Deutschen, aber zum Teil auch gegeneinander kämpften. Aber nicht nur die Wehrmacht, sondern auch die ukrainische Zivilbevölkerung litt unter den Angriffen der Partisanengruppen.
Bei der Belagerung von Charkiw 1941 bis 1942 verhungerten über 20.000 Bewohner der Stadt, Russen und Ukrainer, da die Deutschen sie daran hinderten, die Stadt zu verlassen oder sich Nahrung zu besorgen.
Wegen der vermuteten Unterstützung von Partisanen wurde das Dorf Kortelissy am 23. September 1942 von deutschen Besatzungstruppen und ukrainischen Kollaborateuren niedergebrannt und die Bevölkerung ermordet.
In der Stadt Snamjanka befand sich eines der größten Zentren der Partisanenbewegung in der Zentralukraine, das von der Anwohnerin Lukija Statchenko aktiv unterstützt wurde, indem sie mit Lebensmitteln half, Partisanen versteckte und bei Bombenangriffen Schutz bot. Ihre Geschichte ist ein anschauliches Beispiel des Widerstands und wird in ihrer kleinen Heimat besonders verehrt.

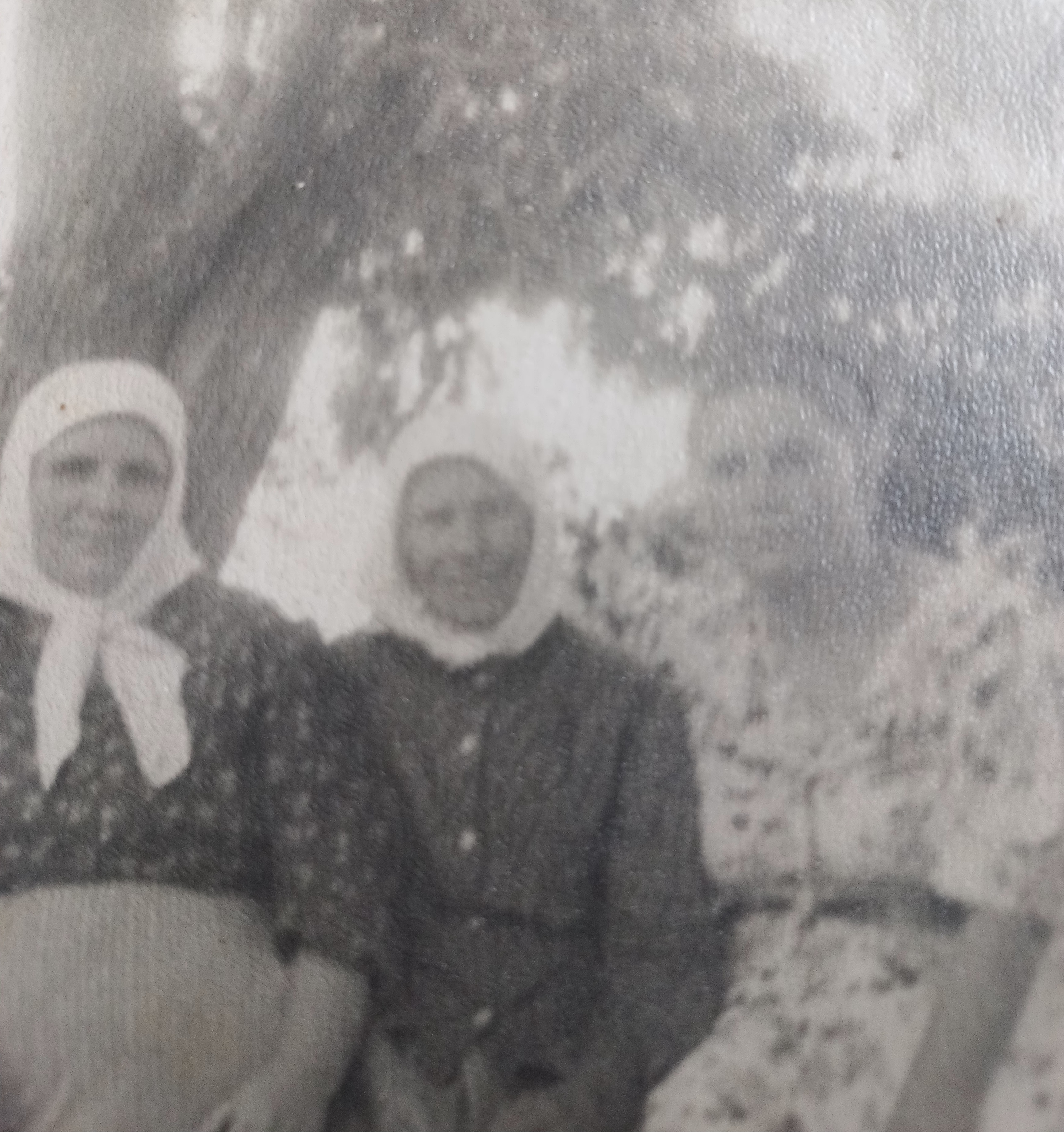
Lukija Statchenko, in der Mitte, mit seiner Familie (Foto 1955)

Am 1. und 2. März 1943 wurden von SS-Truppen und der ukrainischen Hilfspolizei ca. 6700 Bewohner des nordukrainischen Städtchens Korjukiwka massakriert, nachdem eine Gruppe von Partisanen die Garnison der Stadt vernichtete und deren 97 zum Tode verurteilte Geiseln befreite. Das Massaker von Korjukiwka, bei dem Menschen erschossen, erschlagen und verbrannt wurden, gilt als das größte Massaker infolge einer Strafaktion im Zweiten Weltkrieg in Europa.
Im polesischen Dorf Kopyschtsche kam es während einer Strafaktion (Operation Helga) am 13. Juli 1943 zu einem später als Kopyschtsche-Tragödie bezeichneten Massaker an der Zivilbevölkerung, bei dem 2887 Einwohner, darunter 1347 Kinder, in Häusern, Scheunen und Kirchen eingesperrt und verbrannt wurden.
Am 15. August 1943 wurde das ukrainische Dorf Jadliwka bei Kiew, in dem etwa 800 Ukrainer lebten, von den Deutschen niedergebrannt, da in dem Dorf sowjetische Partisanen vermutet wurden, die tags zuvor in der Gegend Anschläge auf deutsche Züge verübt hatten. Etwa 200 mehrheitlich männliche Bewohner jeden Alters wurden in ihren Häusern verbrannt oder auf dem örtlichen Marktplatz erschossen. Die übrigen, meist Frauen und Kinder, wurden Tage später zur Zwangsarbeit nach Deutschland deportiert.

### Beziehung zur Ukrainischen Nationalen Widerstandsbewegung
Die sowjetischen Partisanen und die Ukrainische Nationale Widerstandsbewegung kämpften zumeist unabhängig voneinander, teilweise sogar gegeneinander. Die zivilen Einwohner litten unter den nächtlichen Angriffen und den Repressalien der ukrainischen Partisanen (z. B. Raubzüge, Vergewaltigungen, Erpressungen) genauso wie unter der deutschen Herrschaft. Manche Leute gerieten „zwischen die Fronten“ und flohen aus Angst vor beiden Kriegsparteien in die Wälder und versteckten sich dort.
Zum Teil kam es auch zu „Vergeltungsmaßnahmen“ der ukrainischen Partisanen an Dörfern, von denen vermutet wurde, dass die Einwohner mit den Deutschen zusammenarbeiteten.

### Baltische Sowjetrepubliken
In den baltischen Staaten gab es wenig sowjetische Partisanentätigkeit.

### Russland

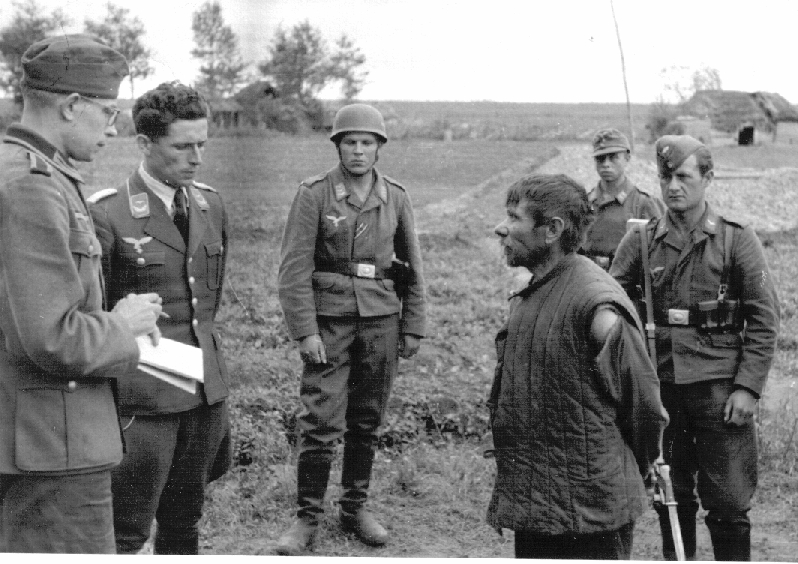
Verhör eines sowjetischen Partisanen, Oblast Nowgorod (RSFSR) 1942

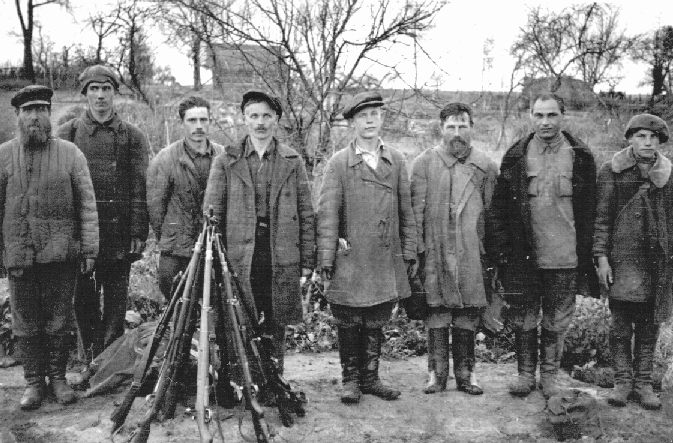
Antisowjetische russische Partisanenjäger 1942

In der Russischen Sozialistischen Föderativen Sowjetrepublik wurden große Verbände der Roten Armee durch den raschen Vorstoß der Wehrmacht überrollt und eingekesselt. Ein Teil der aufgeriebenen Truppen jedoch flüchtete sich in die Wälder und es bildeten sich ständig anwachsende und gut organisierte Partisanenverbände, die teilweise Nachschub und Instruktionen durch die Sowjetarmee erhielten.
Die jüdische Bevölkerung wurde ermordet, in vielen Orten wurden Schulen und Universitäten geschlossen, man ließ die Kriegsgefangenen verhungern und viele Zivilisten und Kriegsgefangene wurden zur Zwangsarbeit und Internierung in KZ nach Deutschland deportiert.
Der Ic der Heeresgruppe Mitte Rudolf-Christoph von Gersdorff beschrieb die Partisaneneinheiten als ganze Armeen hinter der deutschen Front, die „immer ernstere Versorgungsschwierigkeiten“ verursachten. Geführt und organisiert von mit dem Fallschirm abgesprungenen Generälen und Kommissaren veranstalteten diese sogar regelrechte Manöver und Artillerie-Übungsschießen. Die Lagekarte in seinem Dienstzimmer sah hinter der Front oft röter aus als vor der Front, da Feindpositionen in roter Farbe eingezeichnet wurden.

### Finnland und Karelien
In diesem Gebiet fehlte der Nährboden der Partisanenbewegung denn die sowjetische Zivilbevölkerung war beim Rückzug im Sommer 1941 evakuiert worden. Ab Sommer 1942 sickerten in der Sowjetunion gebildete und mit Kampfaufträgen versehene Partisanengruppierungen in das Gebiet ein und entfalteten eine zunehmende Störtätigkeit im Rücken der 20. Gebirgs-Armee besonders im Raum Salla und konnten gelegentlich bis zur Eismeerstraße vorstoßen. Zur Abwehr wurden besonders bewegliche Kompanien und Bataillone gebildet, die einen beweglichen Kleinkrieg in den wegelosen Einöden führten. Besonders hervor taten sich dabei die finnischen Grenzjäger- und Sissi (Streifer)-Bataillone.
Zeitweise sollen bis zu 5000 Partisanen in dieser Region gekämpft haben, nie aber habe ihre Stärke weniger als 1500 bis 2300 Personen umfasst. Die einzige größere Operation endete mit einer Niederlage, als die Erste Partisanenbrigade Anfang August 1942 bei dem See Seesjärvi vernichtet wurde. Die Partisanen verteilten die Propagandazeitungen „Wahrheit“ (in finnischer Sprache) und „Lenins Flagge“ (in russischer Sprache). Einer der Führer der Partisanenbewegung in Finnland und Karelien war Juri Andropow.
Im Ostkarelien griffen die Partisanen finnische militärische Versorgungs- und Infrastruktureinrichtungen an, aber in Finnland (innerhalb der Grenze vom Jahre 1940) waren fast zwei Drittel der Angriffe gegen Zivilisten gerichtet, 200 Menschen wurden umgebracht und 50 verwundet, darunter Kinder und ältere Menschen. Häufig wurden alle Zivilisten von den Partisanen ermordet, um keine Zeugen der Grausamkeiten am Leben zu lassen. Ein Beispiel dafür war der Partisanenangriff auf Lämsänkylä, Kuusamo, der am 18. Juli 1943 stattfand. Die Partisanen griffen ein einsames Haus an und ermordeten alle sieben Zivilisten, einschließlich Kinder, eines 3 Jahre, das andere ein halbes Jahr alt.

## Verluste und „Effektivität“
Laut dem Transportchef der Heeresgruppe Mitte Hermann Teske war der Partisanenkrieg, der nach operativen Gesichtspunkten erfolgte, ein „leider äußerst wirkungsvolles“ Kriegsmittel Moskaus. Nach Einschätzung des Referenten für die Auswertung taktischer Kampferfahrungen beim Oberkommando des Heeres Eike Middeldorf führte die sowjetischen Partisanentätigkeit zu „schwersten Störungen“ sowohl bei der Versorgung der Feldtruppe als auch ihrer operativen Beweglichkeit bei großen Angriffs- und Rückzugskämpfen. Die sowjetische Führung habe es „meisterhaft“ verstanden mit der von ihr geschaffenen Partisanenbewegung ein Maximum an Wirkung bei geringsten Aufwand herauszuholen. Leo Geyr von Schweppenburg wertete den Partisanenkampf in seiner Ausdehnung und seiner zentralen Steuerung als eine „Pest des rückwärtigen Gebietes“ und eine „wertvolle und gefährliche Waffe“ des Roten Hauptstabes. Er betont die Bedeutsamkeit der Partisanen als Nachrichtenquelle für die höhere sowjetische Führung und die Rolle der Partisanen als „Wegbereiter russischer Offensiven“ bei denen die Partisanen mit den Stäben der Roten Frontführung unmittelbar zusammen arbeiteten.
Nach Einschätzung von Christian Gerlach hatte die Menge der durch die Partisanen vernichteten Lokomotiven, angesichts des ohnehin vorhandenen Mangels an rollendem Material, einen nicht zu unterschätzenden Effekt auf den Ausgang des Krieges. Seit Beginn des Unternehmens Barbarossa mussten reguläre Infanteriedivisionen für Sicherungsaufgaben eingesetzt werden, wertvolle Kräfte, die beim Angriff fehlten. Zusammen mit der Unterbrechung des Nachschubs haben Partisanen so bereits 1941 die Führung der Operationen beeinflusst.
Nach sowjetischen Angaben starben durch Partisanenangriffe 600.000 feindliche Soldaten und weitere 50.000 gerieten in Gefangenschaft. 1.100 Flugzeuge und 2.500 Züge wurden zerstört. Die neuere Forschung hat allerdings gezeigt, dass Angaben wie diese einer kritischen Prüfung anhand der noch vorhandenen Quellen nicht standhalten. In seiner Studie über den Partisanenkrieg in Weißrussland kommt der polnische Historiker Bogdan Musiał nach umfassenden Quellensichtungen zum Schluss, dass dort lediglich 6000 bis 7000 deutsche Soldaten von Partisanen getötet wurden, obwohl offiziellen sowjetischen Angaben zufolge über 282.000 Partisanen dort tätig gewesen sein sollen. Zwar hätten die Partisanen eine gewisse Gefahr vor allem für die deutschen Nachschubwege dargestellt, ihre militärischen Resultate insgesamt seien aber weit überschätzt und von der sowjetischen Nachkriegshistoriografie mythisiert worden. Die Haupttätigkeit der Partisanen sei zumeist nicht der Kampf gegen die deutschen Aggressoren gewesen, sondern die Beschaffung von Nahrung. Vor allem aber fielen dem Partisanenkrieg hauptsächlich völlig unbeteiligte Zivilisten zum Opfer, wobei es auch von Seiten der Partisanen zu Gewalttaten gegen echte und vermeintliche Kollaborateure kam. Insgesamt gelang es den weißrussischen Partisanen nie, so Musial, zu einer wirklich kriegsentscheidenden Kraft zu werden, die in der Lage gewesen wäre, im Rücken der deutschen Truppen eine wirkliche „zweite Front“ zu errichten. Daher schafften sie es auch nie, den Nachschub für die an der Ostfront kämpfenden deutschen Truppen so zu gefährden bzw. zu blockieren, dass die Kampffähigkeit derselben stark eingeschränkt worden wäre.

## Bekannte sowjetische Partisanen
| - Michail Petrowitsch Ananjin - Juri Wladimirowitsch Andropow – später Generalsekretär der KPdSU und Staatschef der Sowjetunion - Mehdi Hüseynzadə – Partisan aus Aserbaidschan, genannt „Michailo“ - Nikolai Karotamm - Soja Kosmodemjanskaja - Sydir Kowpak – der bekannteste ukrainische Partisan - Nikolai Iwanowitsch Kusnezow - Pjotr Mironowitsch Mascherow – später 1. Sekretär der KP der Sowjetrepublik Weißrussland - Kirill Trofimowitsch Masurow | - Marytė Melnikaitė - Panteleimon Kondratjewitsch Ponomarenko – Chef des Stabes des Zentralkommandos der Partisanenverbände - Sinaida Martynowna Portnowa - Konstantin Sergejewitsch Saslonow - Minaj Schmyrjou - Wassil Talasch - Jitzchak Wittenberg |

### Schwerpunkt auf der Partisanenbewegung
- Kenneth D. Slepyan: The People's Avengers: Soviet Partisans, Stalinistic Society and the Politics of Resistance 1941–1944. Ann Arbor 1994.
- Kenneth D. Slepyan: The Soviet Partisan Movement and the Holocaust. in: Holocaust and Genocide Studies 20, 2006.
- Alexander Hill: The War Behind the Eastern Front. Soviet Partisans in North-West Russia, 1941–1944. Cass Series on the Soviet Study of War, 18, London 2005.
- Erich Hesse: Der sowjetrussische Partisanenkrieg 1941 bis 1944 im Spiegel deutscher Kampfanweisungen und Befehle. 2. Aufl. Göttingen u. a. (Musterschmidt) 1993. ISBN 3-7881-1410-X.
- Smilovitskii, Leonid: Antisemitism in the Soviet Partisan Movement, 1941–1944: The Case of Belorussia. in: Holocaust and Genocide Studies 20, 2006.
- John A. Armstrong (Hrsg.): Soviet Partisans in World War II. Madison 1964.(zeitbedingt ohne Zugang zu sowjetischen Partisanendokumenten, trotzdem empfehlenswert)
- Leonid Grenkevich: The Soviet Partisan Movement, 1941–1944. Critical Analysis of Historiography. 1999, ISBN 0-7146-4428-5.
- Bogdan Musial (Hrsg.): Sowjetische Partisanen in Weißrußland – Innenansichten aus dem Gebiet Baranovici 1941–1944, München 2004, ISBN 3-486-64588-9.
- Bernd Bonwetsch: Sowjetische Partisanen 1941–1944. in: Gerhard Schulz (Hrsg.): Partisanen und Volkskrieg. Zur Revolutionierung des Krieges im 20. Jahrhundert, Göttingen 1985.
- Jack Kagan, Dov Cohen: Surviving the Holocaust With the Russian Jewish Partisans. 1998, ISBN 0-85303-336-6.
- Bogdan Musial: Sowjetische Partisanen 1941–1944. Mythos und Wirklichkeit. Ferdinand Schöningh Verlag, Paderborn 2009, ISBN 978-3-506-76687-8.
- Yaacov Falkov: Forest Spies. The Intelligence Activity of the Soviet Partisans. Magnes Press and Yad Vashem Press, Jerusalem 2017, ISBN 978-965-7763-14-8 (Online, pdf).
- Yaacov Falkov, "Between the Nazi Hammer and the Soviet Anvil: The Untold Story of the Red Guerrillas in the Baltic Region, 1941–1945", in Chris Murray (Hrsg.): Unknown Conflicts of the Second World War: Forgotten Fronts (London: Routledge, 2019), pp. 96–119, ISBN 978-1-138-61294-5.

### Schwerpunkt auf der Partisanenbekämpfung der Wehrmacht
- Jürg H. Schmid: Die völkerrechtliche Stellung der Partisanen im Kriege. Zürich, 1956
- Hans-Joachim Jentsch: Die Beurteilung summarischer Exekutionen durch das Völkerrecht. Marburg, Univ.-Diss., 1966
- Zentralen Stelle der Landesjustizverwaltungen (Hrsg.): Geisel- und Partisanentötungen im Zweiten Weltkrieg. Hinweise zur rechtlichen Beurteilung. Masch. Manuskript, Ludwigsburg 1968
- Hans Umbreit: Das unbewältigte Problem. Der Partisanenkrieg im Rücken der Wehrmacht. in: Jürgen Förster (Hrsg.): Stalingrad. Ereignis – Wirkung – Symbol. München, Zürich 1993.
- Johannes Spohr: Die Ukraine 1943/44. Loyalitäten und Gewalt im Kontext der Kriegswende. Metropol, Berlin 2021, ISBN 978-3-86331-600-6.
- Jürgen Förster: Die Sicherung des Lebensraums in: Horst Boog, Jürgen Förster, Joachim Hoffmann, Ernst Klink, Rolf-Dieter Müller, Gerd R. Ueberschär: Der Angriff auf die Sowjetunion (= Militärgeschichtliches Forschungsamt [Hrsg.]: Das Deutsche Reich und der Zweite Weltkrieg. Band 4). 2. Auflage. Deutsche Verlags-Anstalt, Stuttgart 1987, ISBN 3-421-06098-3.
- Timm C Richter: „Herrenmensch“ und „Bandit“. Deutsche Kriegsführung und Besatzungspolitik als Kontext des sowjetischen Partisanenkrieges (1941–44), Münster 1998, ISBN 3-8258-3680-0.
- Ruth Bettina Birn: Zweierlei Wirklichkeit? Fallbeispiel zur Partisanenbekämpfung im Osten. in: Bernd Wegner (Hrsg.): Zwei Wege nach Moskau. Vom Hitler-Stalin-Pakt zum 'Unternehmen Barbarossa. München, Zürich 1991, ISBN 3-492-11346-X.
- Merkblatt 18/2 des Oberkommandos des Heeres –  Vorläufige Richtlinien für Sicherungsmaßnahmen der Truppentransporte und Urlauberzüge in bandengefährdeten Gebieten – 15. April 1943. ISBN 978-3-7504-3242-0

## Dokumentarfilme
- Die Partisanen. Krieg hinter der Front. Dokumentarfilm von Artem Demenok und Andreas Christoph Schmidt, RBB/ARTE 2012, 52 min

## Belletristik
- Rolf Hochhuth: Judith, Rowohlt Verlag, Reinbek bei Hamburg 1984, ISBN 978-3-498-02863-3